# بسته خانوادگی (فیلم ۲۰۲۴)
گرگینه‌ها (فرانسوی: Loups-garous) که در ایالات متحده با عنوان بسته خانوادگی شناخته می‌شود، یک فیلم فانتزی کمدی و ماجراجویانه فرانسوی به کارگردانی فرانسوا اوزان با بازی فرانک دوبوسک، ژان رنو و سوزان کلمنت محصول سال ۲۰۲۴ سینمای فرانسه است.
این فیلم در ۲۳ اکتبر ۲۰۲۴ در نتفلیکس منتشر شد. و بازخوردهای مثبتی از منتقدان دریافت کرد.

## خلاصه داستان
در حین انجام یک بازی تخته‌ای مرموز، خانواده‌ای به سرزمینی قرون وسطایی که توسط گرگینه‌ها محاصره شده است، منتقل می‌شوند.

## ساخت
فیلمبرداری در پراگ در تابستان ۲۰۲۳ با استفاده از یک مجموعه قرون وسطایی که در اصل برای سریال تلویزیونی سقوط شوالیه ساخته شده بود، انجام شد.